# Чемпионат мира по биатлону среди юниоров 1967
1-й чемпионат мира по биатлону среди юниоров проходил в восточногерманском Альтенберге под Дрезденом с 16 по 19 февраля 1967 года, одновременно со взрослым чемпионатом мира.
Проходили только мужские соревнования среди юниоров (до 21 года). Было разыграно 2 комплекта медалей, в индивидуальной гонке на 15 км с тремя огневыми рубежами и эстафете. В соревнованиях приняли участие 24 спортсмена из 8 стран.
В индивидуальной гонке победил норвежец Тур Свендсбергет за счёт лучшего лыжного хода. Серебряный призёр Владимир Калиничев из СССР уступил ему на лыжне три с половиной минуты, но несколько лучше стрелял. До последнего огневого рубежа за победу боролись румыны Георге Церцель и М. Стоян и швед П. Маудер, но неудачно провели стрельбу стоя и откатились вниз в классификации.
В эстафете первые полтора этапа лидировала сборная СССР, в которой удачно стартовал Василий Третьяков. Однако на второй стрельбе второго этапа Юрий Михайлов не поразил ни одной мишени и отправился на пять штрафных кругов, на третьем этапе Владимир Калиничев также неудачно стрелял. В итоге сборная СССР откатилась на четвёртое место, а победу одержала команда Польши, отстрелявшая чисто.

## Результаты соревнований
| Гонка                                           | Мужчины | |
| ----------------------------------------------- | --- | --- |
| Индивидуальная гонка февраль 1967 Юниоры: 15 км | Тур Свендсбергет 1:10:34.0 (10) Владимир Калиничев +29.6 (7) Георге Церцель +1:00.6 (8) 4. Йоахим Майшнер +1:13.6 (7) 5. Анджей Рапач +1:36.0 (10) 6. Анджей Федор +2:16.0 (11)                                                                            | |
| Эстафета февраль 1967 Юниоры: 3×7,5 км          | Польша 2:16:13.7 (0) (Гонсеница, Анджей Федор, Анджей Рапач) Финляндия +4:52.7 (4) (Маури Рёппянен, П. Пирхонен, У. Янтунен) ГДР +6:40.2 (7) (Вильфрид Бокк, М. Хён, Йоахим Майшнер) 4. СССР +8:04.2 (12) 5. Швеция +12:45.1 (9) 6. Норвегия +13:32.2 (14) | Польша 2:16:13.7 (0) (Гонсеница, Анджей Федор, Анджей Рапач) Финляндия +4:52.7 (4) (Маури Рёппянен, П. Пирхонен, У. Янтунен) ГДР +6:40.2 (7) (Вильфрид Бокк, М. Хён, Йоахим Майшнер) 4. СССР +8:04.2 (12) 5. Швеция +12:45.1 (9) 6. Норвегия +13:32.2 (14) |

## Медальный зачёт
| Место | Страна    |   |   |   | Всего |
| ----- | --------- | - | - | - | ----- |
| 1     | Норвегия  | 1 | 0 | 0 | 1     |
| =     | Польша    | 1 | 0 | 0 | 1     |
| 3     | СССР      | 0 | 1 | 0 | 1     |
| =     | Финляндия | 0 | 1 | 0 | 1     |
| 5     | Румыния   | 0 | 0 | 1 | 1     |
| =     | ГДР       | 0 | 0 | 1 | 1     |